# 에일랏항
에일랏항(히브리어: נמל אילת), 또는 에일라트항은 이스라엘의 홍해와 접한 유일한 항구이다. 아카바만의 북쪽 끝에 위치한다.

## 역사

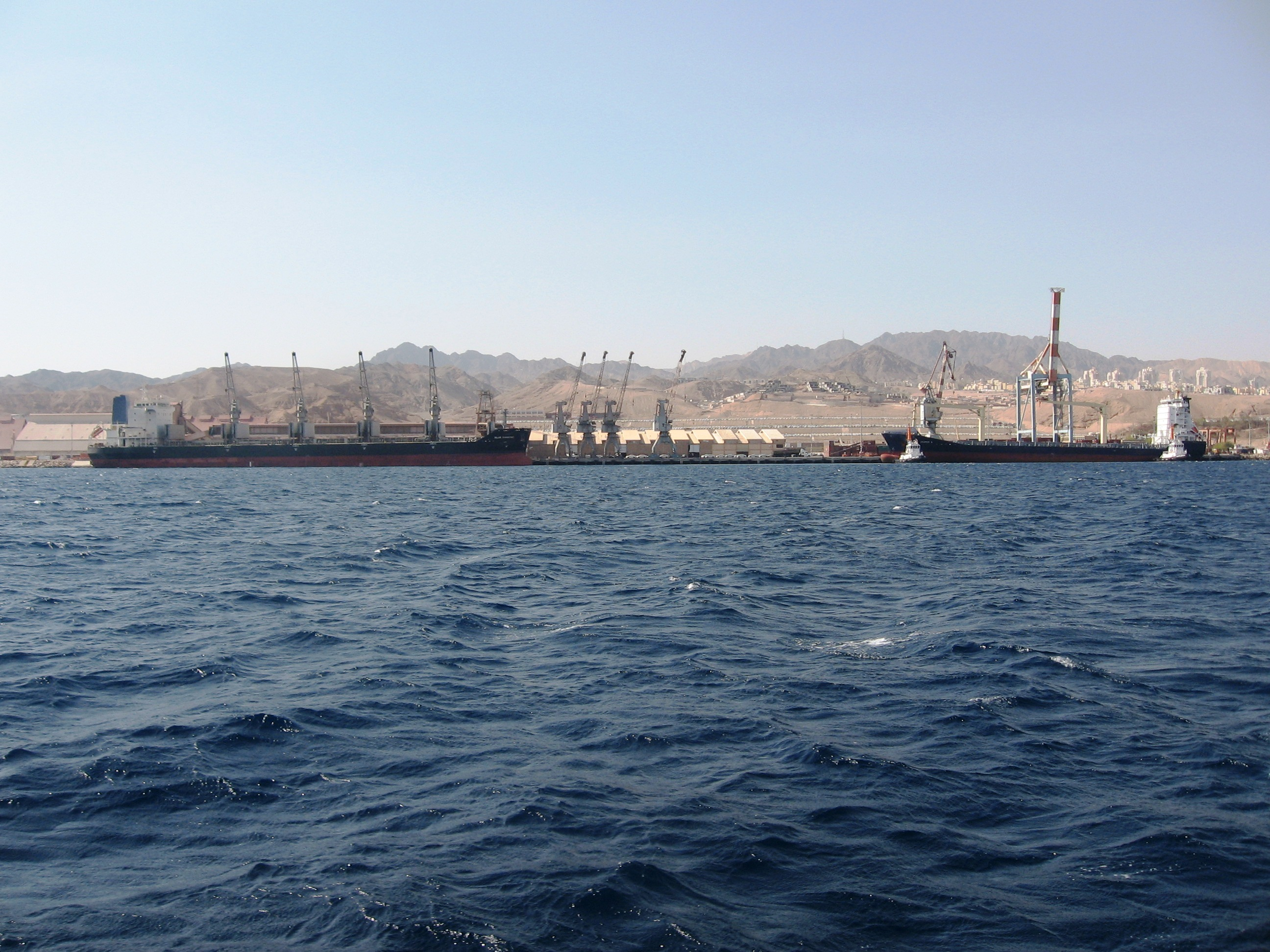
바다에서 본 에일랏 항구

에일랏항은 1952년에서 1956년 사이에 건설되고, 1957년 개통되었다. 이스라엘 선박이 이집트의 수에즈 운하를 통과하지 않고도 동아프리아와 아시아에 화물을 운송할 수 있도록 하기 위해 설계되었다. 에일랏항의 주 이용자는 Dead Sea Works와 모회사인 ICL 그룹이며, 전용 부두를 통해 사해의 광물을 인도, 중국 등지로 수출한다.
이스라엘의 경제적 요충지인 에일랏항에 대한 문제는 제2차 중동전쟁과 6일 전쟁의 발발에 영향을 미쳤다. 이집트 해군은 당시 티란 해협을 봉쇄했는데, 이로 인해 아카바만과 홍해가 차단되었기 때문이다.
1980년대 에일랏항은 연간 최대 40,000개의 컨테이너를 처리했지만, 짐(ZIM)이 이스라엘의 지중해 항구로 직통 운송하면서 위축되기 시작하여 2007년에는 컨테이너 처리가 종료되었다.
1990년대 후반까지 이스라엘 정부는 극동에서 상품을 수입하는 기업에게 에일랏항을 이용하도록 요구했다. 이는 항구의 충분한 이용량을 확보하기 위함이었다. 이후 이 요구사항은 철폐되었고, 에일랏항의 활동 범위는 약40% 축소됐다. 그 이후로 에일랏의 선박 교통량은 지중해에 접한 이스라엘의 다른 두 항구와 비교할 때 상대적으로 낮은 수치를 유지했다. 항구 쇠퇴의 이유 중 하나는, 에일랏항이 이스라엘의 중심에서 상대적으로 멀기 때문이다. 두 번째 이유는, 이스라엘의 다른 주요 항구와는 달리 에일랏항에는 인접한 철도가 없었다. 가장 가까운 철도가 북쪽으로 100킬로미터 이상 떨어진 디모나에 있었다.
이스라엘 해군의 순찰선 소함대 915가 에일랏항을 기반으로 활동한다.

### 민영화
2003년 베냐민 네타냐후 당시 재무장관은 에일랏항의 민영화에 착수했다. 당초 계획은 항구의 소유권을 국영 이스라엘 항만청에서 (여전히 국가 소유의) 별도의 유한회사로 나누는 것이었다. 하지만 이스라엘 해군 기지 이전 계획과 직원들의 반대로 민영화는 중단되었다.
2012년 11월, 죠다쉬의 자회사인 "Papo Maritime"은 15년간 항구를 운영할 권리에 입찰하였다.
에일랏항은 2014년 다시 컨테이너 처리를 시작하였다. Papo Maritime은 컨테이너 적재 및 하역용 이동식 크레인 2대도 구입했다. 이는 Papo Maritime이 연평균 80,000TEU의 컨테이너를 처리하는 조건으로 이스라엘 정부와 계약을 맺었기 때문이다.

### 홍해 위기의 영향
2023년 10월, 후티 반군은 홍해의 이스라엘 진지에 미사일과 드론을 발사했다. 일반적으로 항구와 도시가 겨냥되었고, 인명 피해는 발생하지 않았다. 이어 홍해의 선박에 대한 추가 공격이 이어져 에일랏항로 향하는 선박이 표적이 되었다. 12월, 에일랏항의 CEO는 후티 반군의 공격 이후 항구의 운송 활동이 85% 감소했다고 발표했다. 2024년 3월, 에일랏항의 운영사는 항구 직원의 절반을 해고할 계획을 발표했다.
2024년 7월, 에일랏항은 파산을 선언했다

## 환경 보호
에일랏항 당국은 인산염 먼지가 바다로 확산되지 않도록 적하기를 짓는 데 수백만 달러를 지출했다.